# Roque de Mingo
Roque de Mingo (São Paulo, 7 de julho de 1890 - São Paulo, 1972) foi um artista plástico, mestre de fundição e escultor brasileiro, com obras em bronze espalhadas em diversas cidades brasileiras, além de obras em cemitérios. Algumas de suas obras de relevo são: Águia (1914); Lagostas (1923); busto em bronze do Marechal José Arouche de Toledo Rondon (1940). Recebeu a medalha de ouro do Salão Paulista de Belas Artes em 1959. Mingo é proveniente do Liceu de Artes e Ofícios de São Paulo.